# Prorocopis leucocrossa
Prorocopis leucocrossa là một loài bướm đêm trong họ Noctuidae.